# Stanislav Jíra
Stanislav Jíra (* 27. Februar 2000) ist ein tschechischer Sprinter, der sich auf den 100-Meter-Lauf spezialisiert hat.

## Sportliche Laufbahn
Erste Erfahrungen bei internationalen Meisterschaften sammelte Stanislav Jíra im Jahr 2018, als er bei den U20-Weltmeisterschaften in Tampere mit der tschechischen 4-mal-100-Meter-Staffel in 39,75 s den fünften Platz. Im Jahr darauf schied er bei den U20-Europameisterschaften in Borås mit 11,09 s in der ersten Runde im 100-Meter-Lauf aus. 2021 gelangte er bei den U23-Europameisterschaften in Tallinn mit der Staffel bis ins Finale, konnte dort aber das Rennen nicht beenden. 
In den Jahren 2017, 2019 und 2021 wurde Jíra tschechischer Meister in der 4-mal-100-Meter-Staffel.

## Persönliche Bestzeiten
- 100 Meter: 10,64 s (+0,7 m/s), 19. Mai 2021 in Ostrava
  - 60 Meter (Halle): 6,74 s, 30. Januar 2021 in Prag
- 200 Meter: 21,53 s (+1,2 m/s), 24. Juni 2018 in Prag
  - 200 Meter (Halle): 21,99 s, 24. Februar 2019 in Prag